# Verne Troyer
Vernon Jay "Verne" Troyer (Sturgis, 1 de gener de 1969 – Los Angeles, 21 d'abril de 2018) fou un actor còmic estatunidenc.

## Biografia
Va ser un actor carismàtic d'origen estatunidenc, famós per les seves múltiples aparicions en papers còmics. Quan Troyer va néixer, els seus pares van saber a l'instant el que els doctors van diagnosticar com un rar tipus de nanisme anomenat hipoplàsia del cartílag pilós motiu pel qual només mesurava 81 centímetres. El 1987, quan es va graduar de la secundària, es va convertir en actor.
La seva primera aparició important al cinema va ser al costat de Will Smith i Tommy Lee Jones en  Homes de Negre el 1997. Posteriorment va tenir en el seu primer gran paper com la rèplica en miniatura del Dr. Evil (Mike Myers) a Austin Powers: L'espia que em va empaitar el 1999. L'any següent, Jim Carrey va sol·licitar la seva aparició en la seva pel·lícula sobre el clàssic del Dr. Seuss How the Grinch Stole Christmas. A poc a poc Troyer va anar abandonant els papers de simi disfressat o de petit extra amb maquillatge de monstre convertint-se en una estrella còmica.
L'any 2001 va tenir una aparició important en la pel·lícula Bubble Boy on interpretava un manaire tirà d'un circ de fenòmens. Aquell mateix any també va tenir una participació al costat de Daniel Radcliffe, Emma Watson i Rupert Grint en l'adaptació cinematogràfica de la novel·la Harry Potter i la pedra filosofal. Posteriorment va treballar en 2002 a Austin Powers in Goldmember novament al costat de Mike Myers.
Posteriorment, Troyer seguí fent aparicions en diversos programes de televisió com reality shows extravagants.
Morí el dia 21 d'abril de 2018, després d'haver estat ingressat uns dies a l'hospital per problemes derivats a la seva addicció a l'alcohol.

## Filmografia
| Any  | Pel·lícula                                                | Paper                |
| ---- | --------------------------------------------------------- | -------------------- |
| 1994 | El menut se'n va de marxa                                 | Extra                |
| 1996 | Dunston Checks In                                         | Extra                |
| 1996 | Jingle All the Way                                        | Extra                |
| 1996 | Pinocchio's Revenge                                       | Miniatura de Pinotxo |
| 1997 | Homes de Negre                                            | Alien Son            |
| 1997 | Volcano                                                   | Extra                |
| 1997 | RocketMan                                                 | Extra                |
| 1997 | El senyor dels desitjos (Wishmaster)                      |                      |
| 1998 | My Giant                                                  | Lluitador            |
| 1998 | Por i fàstic a Las Vegas (Fear and Loathing in Las Vegas) | Wee Waiter           |
| 1998 | The Wacky Adventures of Ronald McDonald: Scared Silly     | Sundae               |
| 1998 | Mighty Joe Young                                          | Baby Joe             |
| 1999 | Here Lies Lonely                                          | Virgil               |
| 1999 | Instinct                                                  | Gorilla Performer    |
| 1999 | Austin Powers: L'espia que em va empaitar                 | Mini-Me              |
| 2000 | Mission Imp                                               | Ethan Runt           |
| 2000 | Bit Players                                               | Marty Rosenthal      |
| 2000 | How the Grinch Stole Christmas                            | Membre de la banda   |
| 2001 | Bubble Boy                                                | Dr Phreak            |
| 2001 | Harry Potter i la pedra filosofal                         | Griphook the Goblin  |
| 2002 | Run for the Money                                         | Atilla               |
| 2002 | Austin Powers in Goldmember                               | Mini-Me              |
| 2003 | Pauly Shore is Dead                                       | Ell mateix           |
| 2006 | The Benchwarmers                                          | Ell mateix           |
| 2007 | Postal                                                    | Ell mateix           |
| 2007 | Drake & Josh                                              | Chuck                |
| 2008 | The Love Guru                                             | Coach Punch Cherkov  |
| 2008 | College                                                   | Ell mateix           |
| 2009 | The Imaginarium of Doctor Parnassus                       | Percy                |
| 2012 | Keith Lemon: The Film                                     | Archimedes           |

## Televisió
- Masked Rider (1995–1996) (stunts for Paul Pistore)
- Shasta McNasty (1999–2000)
- Jack of All Trades (2000) – Napoleó Bonaparte
- Sabrina, the Teenage Witch (2002) – Angus
- Boston Public (2003) – Taylor Prentice (2 episodis)
- Karroll's Christmas (2004)
- The Girls Next Door (2005) - ell mateix, episodi: Fight Night.
- The Surreal Life (2005)
- Bo! in the USA (2006)
- The Surreal Life: Fame Games (2007)
- Welcome to Sweden (2007)
- Celebrity Juice (2008) - ell mateix
- The Smoking Gun Presents: World's Dumbest... (2008) (Commentator)
- The Podge and Rodge Show (2008) - ell mateix
- Celebrity Big Brother (2009) - ell mateix
- Friday Night with Jonathan Ross (2009) - ell mateix
- The Paul O'Grady Show (2009) - ell mateix
- WWE Raw (2009) - ell mateix (General Manager per un dia)